# 韩轨
韩轨（？—554年），字百年，太安郡狄那县（今山西省晋中市寿阳县）人，北齐时期大臣，官至大司马，谥曰肃武。

## 生平
韩轨自小时候就喜怒不形于色，很有志向。高欢镇守晋州的时候韩轨被引为晋州镇城大都督，在信都起兵时也跟随高欢。随后因在广阿之战及韩陵之战的功劳被封为平昌县侯，再一次在赤谼岭打败尔朱兆被升任泰州刺史，民政方面做的很好。高欢在巡视泰州的时候，想要让韩轨回朝并赐予城中每户人家两匹绢布，不想七千户本地居民宁可不要赏赐也想要韩轨留下，高欢因此赞叹不已，韩轨如愿被留下继续治理。不久后韩轨便以多次军功，累进安德郡公并升为瀛州刺史。在瀛州任间，韩轨因为在州内贪污聚敛被御史弹劾，最后被削除官爵。不久以后再次被复为殷州刺史、安德郡公并晋升为中书令，于武定三年十二月顶替侯景，成为司空。就在不久后的武定四年十一月，因病卧床的高欢对高澄的指导里评价说韩轨比较固执，对他要宽容一些。武定五年正月，侯景叛乱，韩轨被派去和贺拔胜、刘丰等将一同讨伐。短短三个月后韩轨和可朱浑道元互换职位，以韩轨为司徒，可朱浑道元为司空。但是大军一直等到六月才班师回朝。武定六年八月，韩轨跟随慕容绍宗前往颍川，征讨此前逃走的王思政，在慕容绍宗溺死后回朝。武定八年六月，高洋登基后韩轨也因高欢之言被封为安德郡王，他的妹妹也早在几年前就被高欢纳入了后宫，生下了上党王高涣，但是数年下来韩轨依旧对人谦恭，没有因富贵而凌驾于人。天保四年十月，高洋亲征契丹时，派韩轨领四千骑兵向东阻拦契丹军退路。大胜回军后韩轨因而被拜为大司马，并跟随高洋征讨蠕蠕，在行军路上生急病而死。死后韩轨被赠假黄钺，追封太宰、太师，谥号为肃武。
皇建元年十一月庚申（560年12月15日），齐孝昭帝高演诏令将韩轨等人合祭于高澄的宗庙之中。

## 家庭

### 父亲
- 韩某，北魏追赠征北将军[11]

### 妹妹
- 韩智辉，丈夫死后被高欢纳入后宫，因生上党王被升为上党太妃

### 子女
- 韩晋明，尚书左仆射、东莱王

## 延伸阅读
[在维基数据编辑]
 《北齊書·卷15》，出自李百药《北齊書》
 《北史·卷054》，出自李延壽《北史》